# Simona Waltert
Simona Waltert (ur. 13 grudnia 2000 w Chur) – szwajcarska tenisistka.

## Kariera tenisowa
W karierze zwyciężyła w siedmiu singlowych i czterech deblowych turniejach rangi ITF.
Jako juniorka osiągnęła półfinał Wimbledonu 2017 w singlu i Australian Open 2018 w deblu.
W lipcu 2021 roku w parze z Susan Bandecchi zwyciężyły w turnieju deblowym cyklu WTA w Lozannie, pokonując w finale Ulrikke Eikeri i Walendini Gramatikopulu 6:3, 6:7(3), 10–5.
12 czerwca 2023 roku zajmowała najwyższe miejsce w rankingu singlowym WTA Tour – 107. pozycję, natomiast 7 marca 2022 osiągnęła najwyższą pozycję w rankingu deblowym – 180. miejsce.

## Finały turniejów WTA
| Legenda                   | Legenda |
| ------------------------- | ------- |
| Wielki Szlem              |         |
| Igrzyska olimpijskie      |         |
| WTA Tour Championships    |         |
| od 2021                   |         |
| WTA 1000 (obowiązkowe)    |         |
| WTA 1000 (nieobowiązkowe) |         |
| WTA 500                   |         |
| WTA 250                   |         |
| WTA 125                   |         |

### Gra podwójna 2 (1–1)
| Końcowy wynik | Nr | Data          | Turniej | Nawierzchnia | Partnerka           | Przeciwniczki                          | Wynik finału      |
| ------------- | -- | ------------- | ------- | ------------ | ------------------- | -------------------------------------- | ----------------- |
| Zwyciężczyni  | 1. | 18 lipca 2021 | Lozanna | Ceglana      | Susan Bandecchi     | Ulrikke Eikeri Walendini Gramatikopulu | 6:3, 6:7(3), 10–5 |
| Finalistka    | 1. | 20 lipca 2025 | Jassy   | Ceglana      | María Lourdes Carlé | Veronika Erjavec Panna Udvardy         | 5:7, 3:6          |

## Finały turniejów WTA 125

### Gra podwójna 4 (3–1)
| Końcowy wynik | Nr | Data            | Turniej  | Nawierzchnia | Partnerka           | Przeciwniczki                        | Wynik finału   |
| ------------- | -- | --------------- | -------- | ------------ | ------------------- | ------------------------------------ | -------------- |
| Finalistka    | 1. | 7 września 2024 | Montreux | Ceglana      | María Lourdes Carlé | Ingrid Gamarra Martins Quinn Gleason | 3:6, 6:4, 7–10 |
| Zwyciężczyni  | 1. | 29 marca 2025   | Antalya  | Ceglana      | María Lourdes Carlé | Maja Chwalińska Anastasia Dețiuc     | 3:6, 7:5, 10–3 |
| Zwyciężczyni  | 2. | 5 kwietnia 2025 | Antalya  | Ceglana      | Anna Bondár         | Alicia Barnett Elixane Lechemia      | 7:5, 2:6, 10–6 |
| Zwyciężczyni  | 3. | 14 czerwca 2025 | Ilkley   | Trawiasta    | Isabelle Haverlag   | Witalija Djaczenko Eden Silva        | 6:1, 6:1       |

## Finały turniejów ITF
| turnieje z pulą nagród 100 000 $ (W100) |
| turnieje z pulą nagród 80 000 $ (W80)   |
| turnieje z pulą nagród 60 000 $ (W75)   |
| turnieje z pulą nagród 40 000 $ (W50)   |
| turnieje z pulą nagród 25 000 $ (W35)   |
| turnieje z pulą nagród 15 000 $ (W15)   |

### Gra pojedyncza 18 (7–11)
| Rezultat     |     | Data       | Turniej        | ($)    | Naw.            | Przeciwniczka          | Wynik            |
| Finalistka   | 1.  | 25/06/2017 | Lenzerheide    | 25 000 | Ceglana         | Georgia Brescia        | 6:0, 4:6, 6:7(1) |
| Finalistka   | 2.  | 18/11/2017 | Oslo           | 15 000 | Twarda (hala)   | Leonie Küng            | 4:6, 4:6         |
| Zwyciężczyni | 1.  | 04/03/2018 | Mâcon          | 15 000 | Twarda (hala)   | Tess Sugnaux           | 6:4, 3:6, 6:3    |
| Finalistka   | 3.  | 19/05/2018 | San Severo     | 15 000 | Ceglana         | Despina Papamichail    | 1:6, 2:6         |
| Zwyciężczyni | 2.  | 22/12/2018 | Urtijëi        | 15 000 | Twarda (hala)   | Joanna Garland         | 6:4, 6:2         |
| Finalistka   | 4.  | 28/01/2019 | Szarm el-Szejk | 15 000 | Twarda          | Magali Kempen          | 7:5, 3:6, 3:6    |
| Zwyciężczyni | 3.  | 03/02/2019 | Szarm el-Szejk | 15 000 | Twarda          | Oona Orpana            | 6:1, 6:3         |
| Finalistka   | 5.  | 10/02/2019 | Szarm el-Szejk | 15 000 | Twarda          | Majar Szarif           | 4:6, 6:1, 3:6    |
| Zwyciężczyni | 4.  | 28/04/2019 | Kair           | 15 000 | Ceglana         | Melanie Klaffner       | 7:6(6), 7:5      |
| Finalistka   | 6.  | 05/05/2019 | Kair           | 15 000 | Ceglana         | Majar Szarif           | 2:6, 1:6         |
| Finalistka   | 7.  | 28/07/2019 | Horb           | 25 000 | Ceglana         | Lea Bošković           | 4:6, 6:0, 1:6    |
| Zwyciężczyni | 5.  | 31/01/2021 | Manacor        | 15 000 | Twarda          | Yvonne Cavallé Reimers | 6:2, 7:6(4)      |
| Finalistka   | 8.  | 21/02/2021 | Altenkirchen   | 25 000 | Dywanowa (hala) | Clara Tauson           | 6:3, 1:6, 3:6    |
| Finalistka   | 9.  | 31/10/2021 | Poitiers       | 80 000 | Twarda (hala)   | Chloé Paquet           | 4:6, 3:6         |
| Finalistka   | 10. | 24/04/2022 | Chiasso        | 60 000 | Ceglana         | Lucia Bronzetti        | 6:2, 3:6, 3:6    |
| Zwyciężczyni | 6.  | 10/07/2022 | Amstelveen     | 60 000 | Ceglana         | Emma Navarro           | 7:6(10), 6:0     |
| Finalistka   | 11. | 12/02/2023 | Grenoble       | 60 000 | Twarda (hala)   | Océane Dodin           | 2:6, 5:7         |
| Zwyciężczyni | 7.  | 27/10/2024 | Glasgow        | 60 000 | Twarda (hala)   | Mariam Bolkwadze       | 6:4, 6:2         |

### Gra podwójna 9 (4–5)
| Rezultat     |    | Data       | Turniej        | ($)    | Naw.            | Partnerka           | Przeciwniczki                           | Wynik          |
| Finalistka   | 1. | 02/09/2016 | Sion           | 10 000 | Ceglana         | Leonie Küng         | Emily Arbuthnott Karin Kennel           | 2:6, 1:6       |
| Finalistka   | 2. | 21/12/2018 | Urtijëi        | 15 000 | Twarda (hala)   | Verena Hofer        | Veronika Erjavec Kristina Novak         | 4:6, 5:7       |
| Zwyciężczyni | 1. | 27/04/2019 | Kair           | 15 000 | Ceglana         | Despina Papamichail | Majar Szarif Rana Sherif Ahmed          | 6:3, 6:2       |
| Zwyciężczyni | 2. | 04/05/2019 | Kair           | 15 000 | Ceglana         | Alica Rusová        | Seone Mendez Charlotte Römer            | 7:5, 0:6, 10–6 |
| Zwyciężczyni | 3. | 30/08/2019 | Verbier        | 25 000 | Ceglana         | Xenia Knoll         | İpek Soylu Kathinka von Deichmann       | 6:4, 6:3       |
| Finalistka   | 3. | 05/02/2022 | Szarm el-Szejk | 25 000 | Twarda          | Irina Fetecău       | Isabelle Haverlag Justina Mikulskytė    | 1:6, 2:6       |
| Finalistka   | 4. | 19/02/2022 | Altenkirchen   | 25 000 | Dywanowa (hala) | Susan Bandecchi     | Mariam Bolkwadze Samantha Murray Sharan | 3:6, 5:7       |
| Zwyciężczyni | 4. | 20/08/2022 | Bronx          | 60 000 | Twarda          | Anna Blinkowa       | Han Na-lae Hiroko Kuwata                | 6:3, 6:3       |
| Finalistka   | 5. | 20/04/2024 | Chiasso        | 60 000 | Ceglana         | Despina Papamichail | Emily Appleton Lena Papadakis           | 6:4, 4:6, 6–10 |